# Tullu Dimtu
Tullu Dimtu är ett berg i Etiopien. Det ligger i den centrala delen av landet, 270 km söder om huvudstaden Addis Abeba. Toppen på Tullu Dimtu är 4 385 meter över havet.
Terrängen runt Tullu Dimtu är varierad. Tullu Dimtu är den högsta punkten i trakten. Runt Tullu Dimtu är det ganska glesbefolkat, med 26 invånare per kvadratkilometer. Det finns inga samhällen i närheten. Trakten runt Tullu Dimtu består i huvudsak av gräsmarker.